# Gare de Saronno-Sud
La gare de Saronno-Sud (en italien, Stazione di Saronno Sud) est une gare ferroviaire italienne des lignes de Novare à Seregno, de Milan à Saronno. Elle est située au sud de la ville de Saronno dans la province de Varèse en région de Lombardie.
Mise en service en 1991 pour la mise à quatre voies de la ligne, elle est agrandie en 2012 par l'ajout d'une plateforme souterraine pour deux voies. C'est une gare Ferrovie Nord Milano (FNM) desservie par des trains Trenord du Service ferroviaire suburbain de Milan : lignes S1, S3 et S9.

## Situation ferroviaire
Établie à environ 202 mètres d'altitude, la gare de Saronno-Sud dispose de deux plateformes, une souterraine située au point kilométrique (PK)... de la ligne de Novare à Seregno, entre les gares de Saronno et de Ceriano-Laghetto-Solaro, et une de surface située au PK 21 de la ligne de Milan à Saronno, entre les gares de Caronno-Pertusella et de Saronno.

## Histoire
La gare de Saronno-Sud est mise en service le 15 avril 1991 par la Ferrovie Nord Milano (FNM), lorsqu'elle ouvre à l'exploitation la mise à quatre voies de la ligne.
La gare souterraine de Saronno-Sud est mise en service le 9 décembre 2012, lors de l'ouverture du prolongement jusqu'à Saronno de la ligne S9 du Service ferroviaire suburbain de Milan.

## Service des voyageurs

### Accueil
Gare voyageurs Ferrovienord, elle dispose d'un bâtiment voyageurs, avec guichet et automate pour l'achat de titres de transport. 
Elle dispose d'une plateforme en surface avec quatre voies à quai et une plateforme souterraine avec deux voies à quai.

### Desserte
Saronno-Sud est desservie par des trains Trenord du service ferroviaire suburbain de Milan :
la gare de surface est desservie par les lignes ligne S1, relation Lodi - Saronno et  ligne S3, relation Milan-Cadorna - Saronno ;

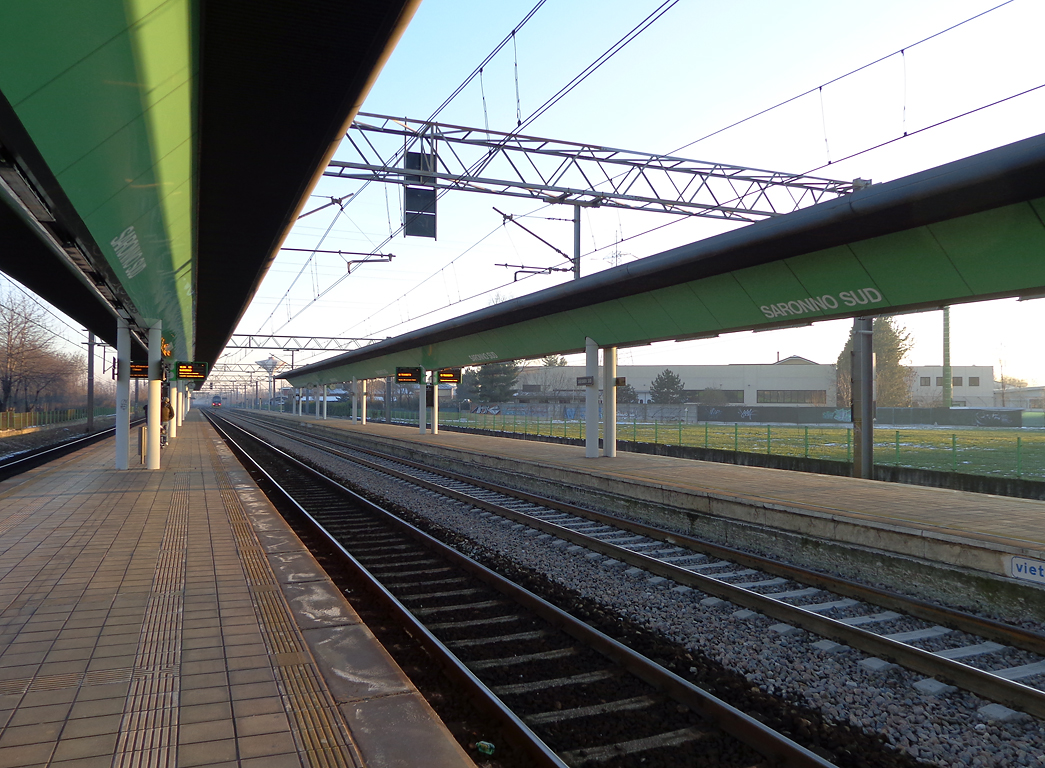
La gare de surface des lignes S1 et S3.

la gare souterraine est desservie par la ligne S9, relation Albairate - Saronno

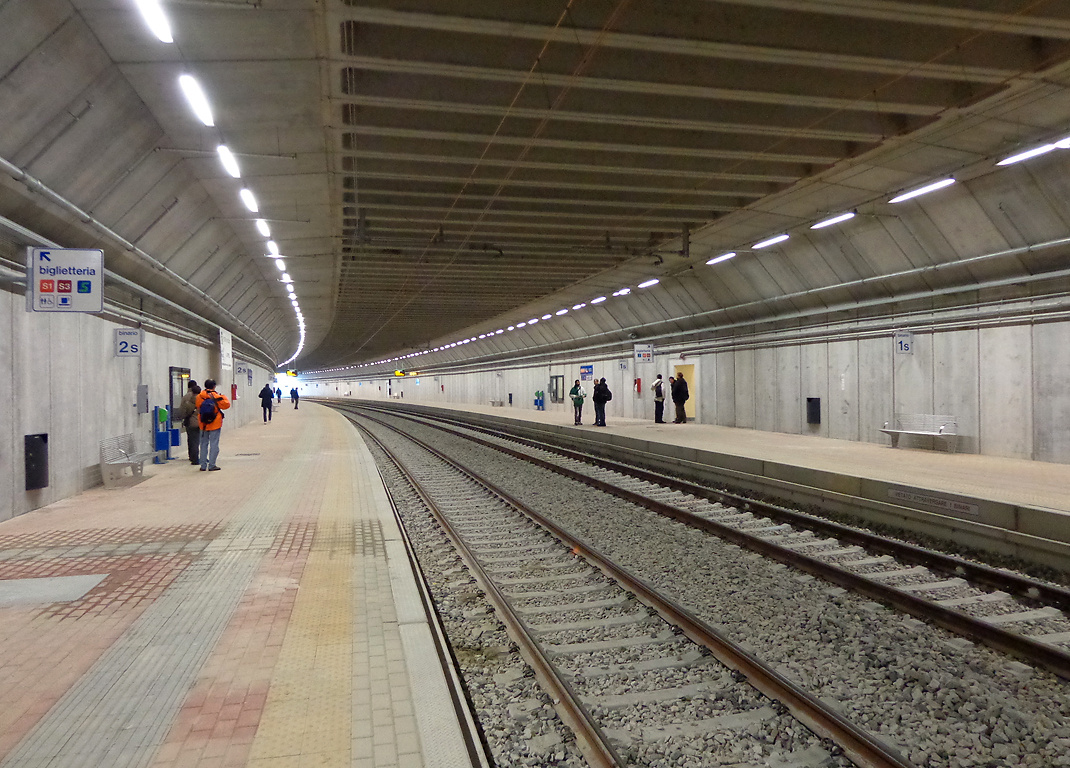
La gare souterraine de la ligne S9.

### Intermodalité
Un parking pour les véhicules y est aménagé.